# 196 (število)
196 (stó šéstindévetdeset) je naravno število, za katero velja 196 = 195 + 1 = 197 - 1.

## V matematiki
- sestavljeno število.
- kvadratno število {\displaystyle 196=14^{2}\,\!}.
- šesto sedemkotniško piramidno število {\displaystyle 196=6(6+1)(5\cdot 6-2)/6\,\!}.
- verjetno najmanjše število v problemu 196 (Lychrelovo število, število Lychrelove).
- število različnih enostranskih heptomin.

## Drugo
- zapisano v starinskem načinu 196 zaseda največjo možno višino: .

### Leta
- 196 pr. n. št.
- 196, 1196, 2196